# Kingstonita
La kingstonita és un mineral de la classe dels sulfurs. Rep el nom en honor de Gordon Kingston, de la Universitat de Cardiff (Gal·les), en reconeixement de les seves contribucions a la mineralogia dels elements del grup del platí i la geologia dels seus dipòsits minerals.

## Característiques
La kingstonita és un sulfur de fórmula química (Rh,Ir,Pt)₃S₄. Va ser aprovada com a espècie vàlida per l'Associació Mineralògica Internacional l'any 1993. Cristal·litza en el sistema monoclínic.
Segons la classificació de Nickel-Strunz, la kingstonita pertany a «02.D - Sulfurs metàl·lics, amb proporció M:S = 3:4» juntament amb els següents minerals: bornhardtita, carrol·lita, cuproiridsita, cuprorhodsita, daubreelita, fletcherita, florensovita, greigita, indita, kalininita, linneïta, malanita, polidimita, siegenita, trüstedtita, tyrrel·lita, violarita, xingzhongita, ferrorhodsita, cadmoindita, cuprokalininita, rodostannita, toyohaïta, brezinaïta, heideïta, inaglyita i konderita.

## Formació i jaciments
Va ser descoberta al Riu Bir Bir, al seu pas pel districte de Yubdo de la ciutat de Gimbi, a Oròmia (Etiòpia). També ha estat descrita en altres tres indrets, tots a Rússia: a Mayat-Vodorazdel'nyi, a la conca del riu Anabar (Sakhà), i als rius Koura i Shaltyr'-Kozhukh, ambdós a l'óblast de Kémerovo.